# NGC 7326
NGC 7326 is een dubbelster in het sterrenbeeld Pegasus. Het hemelobject werd op 7 oktober 1874 ontdekt door de Ierse astronoom Lawrence Parsons.